# Барбара Дейвис
Барбара Дейвис (на английски: Barbara Davis) е американска писателка на произведения в жанра социална драма, исторически роман, любовен роман и романтичен трилър.

## Биография и творчество
Барбара Дейвис е родена на 28 юни 1961 г. във Феър Лоун, Ню Джърси, САЩ. След завършване на образованието си работи 15 години в индустрията с бижута и пътува много. След това решава да преследва мечтата си да бъде писателка на книги за жени.
Първият ѝ роман „Тайните, които тя носеше“ е издаден през 2013 г. В романтичният трилър се сблъскват младата Лесли, която иска да продаде наследената голяма тютюнева плантация, където е имала нещастно детство, и Джей, който е получил земя, завещана му от бабата на Лесли. Преди смъртта си, баба ѝ намеква за тайна свързана със смъртта на прислужницата Адел, а когато с Джей намират загадъчно маркиран гроб, откриват шокиращи тайни заровени дълбоко в корените на родословното дърво на Лесли.
През 2020 г. е издаден романът ѝ „Розмарин за незабрава“. В историята младата Лизи Муун, която е достигнала завидна позиция в прочута нюйоркска парфюмерийна компания, трябва да се върне в Лунната ферма, за да се отърве от нея и миналото си, в което баба ѝ Алтия е обвинена за смъртта на две момичета. Тя решава да изчисти името ѝ, а това ѝ помага архитектът Андрю Грейсън, който още от гимназията е влюбен в нея. Но в градчето Салем Крийк някой не желае тя да се рови в старата история и става обект на анонимни заплахи.
Барбара Дейвис живее със семейството си в Доувър, Нова Англия.

## Произведения

### Самостоятелни романи
- The Secrets She Carried (2013)[1][2][3]
- The Wishing Tide (2014)
- Summer at Hideaway Key (2015)
- Love, Alice (2016)
- When Never Comes (2018)
- The Last of the Moon Girls (2020)[3]
Розмарин за незабрава, изд.: ИК „Плеяда“, София (2022), прев. Нина Рашкова
- The Keeper of Happy Endings (2021)
- The Echo of Old Books (2023)